# تمرد نيكا
تمرد نيكا أو ثورة نيكا (اليونانية: Στάσις τοῦ Νίκα، مرومنة: Stásis toû Níka) حدثت ضد الإمبراطور البيزنطي جستينيان الأول في القسطنطينية خلال اسبوع بعام 532 م. ويعتبر بأنها أعنف اعمال الشغب التي حدثت بتاريخ المدينة، حيث حُرقت او دُمرت اكثر من نصف القسطنطينية ومقتل عشرات الآلاف من الأشخاص.

## خلفية تاريخية
كان لدى الامبراطوريات الرومانية والبيزنطية نقابات تعرف بالديميس (demes)، والتي شجعت فرقاً أو فصائل مختلفة ينتمي اليها المتنافسون في المناسبات الرياضية، خصوصاً سباق العجلات الحربية. كان بالبدء هناك أربع فصائل كبرى في سباق العجلات، يُفرق بينهم بالوان الازياء التي يرتدونها؛ كما ارتدى انصارهم هذه الالوان. كانت هذه الالوان هي الأزرق والأخضر والأحمر والأبيض، لكن بحلول القرن السادس كان الفريقان الوحيدان اللذان يملكان اي نفوذ هم الزرق والخضر. الإمبراطور جستنيان كان مشجعاً للزرق.
أصبحت الديميس محوراً للعديد من القضايا الإجتماعية والسياسية نظراً لإفتقار عامة السكان البيزنطيين اية وسائل اخرى. إذ جمعوا نواحي وخصائص عصابات الشوارع والاحزاب السياسية، واتخذوا المواقف بشأن القضايا الراهنة، بما فيها الجدل اللاهوتي والمطالبين بالعرش. ولم تكن القوات والحرس الامبراطوري المتواجدة بالمدينة قادرة على المحافظة على الأمن دون تعاون الديميس، التي كانت بدورها تحظى بدعم العائلات الارستقراطية؛ ومن بين هؤلاء بعض العائلات التي أعتقدت بأن لها حقاً شرعيا للعرش اكثر من جستنيان.
في 531 بعض اعضاء الزرق والخضر القي القبض عليهم بتهمة القتل لارتباطهم بأعمال شعب حدثت بعد نهاية احد السباقات تسببت بعدد من الموتى. بشكل يشابه أعمال عنف الهوليغانز بكرة القدم في العصر الجديث. حُكم على هؤلاء بالاعدام، وقد اعُدم معظمهم بالفعل. ومع ذلك، في 10 يناير 532، فر أثنان منهم، احدهما ازرق والاخر اخضر، ولجئا الى كنيسة محاطة بحشد غاضب طلباً للامان. كان جستنيان متوترًا: فقد كان في خضم التفاوض مع الفُرس حول السلام في الشرق بعد نهاية الحرب الايبيرية، والان يواجه أزمة محتملة في مدينته. ولذلك أعلن أنه سيتم إجراء سباق للعجلات في 13 يناير وخفف الأحكام إلى السجن. ورد الزرق والخضر كان بالمطالبة بالعفو الكامل عن الرجلين.

## الأسباب

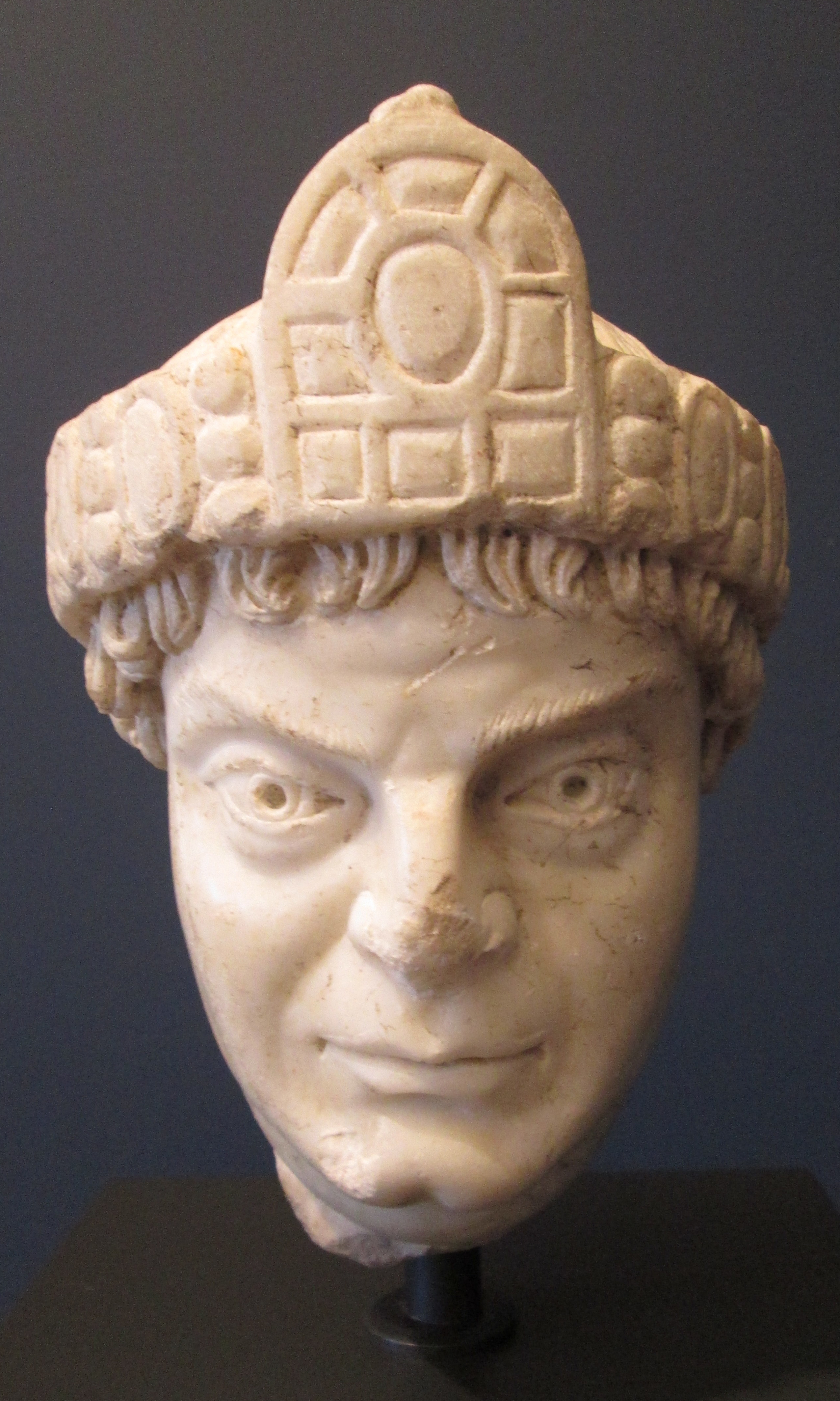
تمثال نصفي بفيلا جيتي لامبراطور بيزنطي في القرن السادس للميلاد، ربما يكون جستنيان

واجه جستنيان، جنبًا إلى جنب مع مسؤوليه البارزين يوحنا الكبادوكي وتريبونيان سخطاً شعبياً كبيراً بسبب فرض معدلات ضرائب عالية، وكانت اتهامات الفساد تحيط ضد مسؤوليه، وأُفيد بأن يوحنا عامل المديونين بقسوة. قلل جستنيان ويوحنا من مصروفات الخدمة المدنية واتخذوا خطوات لمكافحة الفساد داخل دهاليزها. أنضم عدد كبير من النبلاء للخضر نظراً لخسارتهم نفوذهم وقوتهم بسبب تقليص حجم الخدمة المدنية والاصلاحات الجارية لها. حاول جستنيان استئصال نفوذ الفريقين. اعتبر الخضر ذلك بالعمل القمعي المماثل لاجراءات جستنيان بالخدمة المدنية، بينما شعر الزرق بالخيانة. كان الرومان ينظرون الى قانونهم على انه علامة مهمة تميزهم عن "البرابرة". وكان للقانون اهمية دينية حيث كان ينظر اليه بأنه رمز للعدالة ورافق هذا ايضاً الاعتقاد السائد وقتها أن الرومان مختارون من الله. ونتيجةً لهذا، كان يُنظر للاصلاحات القانونية بأنها تضفي على شرعية الامبراطور، وبالمقابل كان يُرى ان عدم احراز تقدم بهذا المجال كاشارة على الغضب الالهي. ما استغرق تسع سنين لقانون ثيودوسيوس عمله جستنيان في ثلاث عشر شهراً فقط.
ومع ذلك، قبل أعمال شغب نيكا في يناير 532، تباطأت وتيرة الإصلاح القانوني بشكل ملحوظ. في الوقت نفسه، كان جستنيان منشغلاً في حرب غير ناجحة ضد الامبراطورية الفارسية. وعلى الرغم من تعزيز انتصارات دارا وساتالا في 530 شرعيته مؤقتاً. شوهت الهزيمة في كالينيكوس (اي الرقة) في 531 والوضع الاستراتيجي المتدهور سمعة الامبراطور. قوبلت الاصلاحات القانونية بمقاومة الطبقة الارستقراطية منذ بدايتها،إذ انها الغت استغلال السوابق القانونية المبهمة التي كانت تستخدم لتجنب الاحكام التي ليست لصالحهم، علاوة على هذا كان كلاً من جستنيان وثيودورا من خلفية متواضعة. كان الخضر مجموعة مونوفيزية وتمثل مصالح الاثرياء من غير ملاك الاراضي ولم يكن جستنيان ينتمي لأحد الفئتين. ونتيجةً لذلك، ادى رفض جستنيان العفو عن الشخصين المعتقلين بخلفية ارتباطهم باعمال الشغب الى تفاقم الاستياء المتواجد تجاهه بين عامة السكان والارستقراطية.

## الشغب

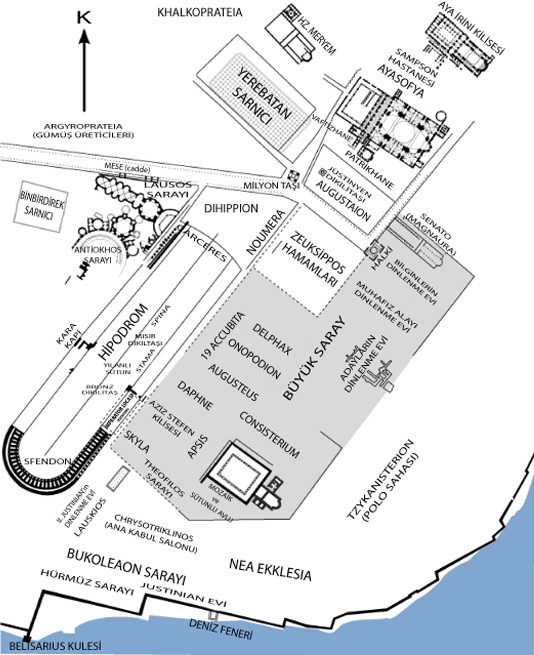
خريطة للحي الامبراطوري من القسطنطينية تُظهر مواقع الهيبودروم والقصر الكبير وآيا صوفيا

في 13 يناير، 532 م، وصل حشد غاضب الى الهيبودروم لأجل السباقات. وكان يقع الهيبودروم بالقرب من قصر القسطنطينية الكبير، ولهذا جستنيان كان قادراُ على مطالعة السباقات في مكانه الامن بالقصر. منذ البداية، وجه الحشد السباب لجستنيان. وبنهاية اليوم في السباق 22، تغير الهتافات الحزبية من "ازرق" و"اخضر" الى هتاف موحد وهو Nίκα ("نيكا" ويعني "الفوز!" او "النصر!")، بعدها ثارت الحشود وبدأت بالهجوم على القصر. في الخمس ايام التالية كان القصر تحت الحصار. اندلعت الحرائق خلال الاضطرابات ودمرت اجزاء كبيرة من المدينة، بما في ذلك الكنيسة الرئيسية، آيا صوفيا (التي سيعيد جستنيان بناءها).
رأى بعض أعضاء مجلس الشيوخ في ذلك فرصة للإطاحة بجستنيان، حيث كانوا يعارضون ضرائبه الجديدة وافتقاره إلى دعم النبلاء. مثيري الشغب، الان مسلحين وغالباً يحركهم حلفائهم بمجلس الشيوخ، طالبوا جستنيان بازاحة كلاً من القائد البرايتوري يوحنا الكبادوكي والقسطور تريبونيان. واعلنوا هيباتيوس ابن شقيق الامبراطور اناستاسيوس الاول امبراطوراً جديداً.
فكر جستنيان في الفرار، لكن يقال ان زوجته ثيودورا اثنته قائلة: "الذين ارتدوا التاج لن ينجو من خسارته. لن ارى يوماً لا يتم تحيتي فيه كامبراطورة". ويقال بأنها اضافت على قولها قائلة: "من ولد في وضح النهار سيموت عاجلاً ام اجلاً؛ كيف يمكن للامبراطور يسمح لنفسه ان يكون هارباً". على الرغم من أن طريق الهروب عبر البحر كان مفتوحًا لجستنيان. أصرت ثيودورا على بقائه في المدينة، مقتبسة قولًا مأثورًا: "الملكية كفن دفن جميل"، أو ربما "[اللون الملكي] الأرجواني يصنع ملاءة كفن رائعة".
وضع جستنيان خطة شملت الخصي المشهور نارسيس، والجنرالان بيليساريوس وموندوس. حاملاً كيساً من الذهب اعطاه اياه جستنيان، دخل نارسيس الهيبودروم وحيداً وغير مسلح. وذهب مباشرةً للزرق، حيث واجه قادتهم ونبههم ان هيباتيوس، الرجل الذي توجوه، مشجع للخضر. ووزع الذهب عليهم، تناقش قادة الزرق بهدوء مع بعضهم البعض ثم خاطبوا اتباعهم. في وسط تتويج هيباتيوس غادر العديد من الزرق الهيبودروم، بينما بقي الخضر. بعد ذلك، اقتحمت القوات الإمبراطورية بقيادة بيليساريوس وموندوس الهيبودروم، وقتلت أي شخص متبقٍ بشكل عشوائي، سواء كانوا من الزرق أو الخضر.
ووفقاً لما ورد من بروكوبيوس قُتل ثلاثين الف شخص. وامر جستنيان باعدام هيباتيوس ونفى اعضاء مجلس الشيوخ الذين دعموا التمرد. ثم اعاد بناء القسطنطينية ووطد حكمه بفاعلية اكثر من السابق.